# 莫內·瑪佐
莫內·H·瑪佐（英語：Monet H. Mazur，1976年4月17日—），美國女演員及模特兒。知名演出作品如電影《新婚告急》（2003年）、《極速酷客》（2004年）、《野獸婆婆》（2005年）、《滾石風雲》（2005年）和《死亡競賽》（2009年）。2018年起在電視劇《球星長成》擔任主演陣容。

## 早期生活
莫內·瑪佐生於加利福尼亞州洛杉磯，藝術家魯比·瑪佐和模特兒瓦萊麗·查辛（Valerie Chasin）的女兒。瑪佐是家中是四個兄弟姐妹中的老大、唯一的女兒，名字皆取自著名藝術家的姓氏（莫內、马蒂斯，以及塞尚及米羅）。父親擁有猶太血統。堂兄是狂城合唱團的史詩瑪佐，她與金柏麗·史都華一起參演了該樂團歌曲〈旋轉門〉的MV。

## 個人生活
2005年4月，與英國編導艾力克斯·狄瑞考夫結婚，育有兩子，分別於2005年和2011年出生。2018年7月，夫妻倆提出離婚。

## 外部連結
- 莫內·瑪佐在互联网电影资料库（IMDb）上的資料（英文）
- Monet Mazur - Yahoo! Movies （页面存档备份，存于）
- Monet Mazur
- MovieHole, 1/23/04
- Brant publications, 9/01 （页面存档备份，存于）